# Tilo Medek
Tilo Medek (né Müller-Medek ; Iéna, 22 janvier 1940 – Duderstadt, 3 février 2006) est un compositeur, musicologue et éditeur de musique allemand. Il grandit en Allemagne de l'Est, mais il est inspiré par l'école de Darmstadt. Il compose des pièces radiophoniques et de la musique de scène. Sa mise en musique du Décret sur la paix de Lénine, conduit à des restrictions et après, il montre sa solidarité avec l'expatrié Wolf Biermann. Il se déplace également à l'Ouest, où il compose un opéra, Katharina Blum inspiré du roman d'Heinrich Böll et travaille dans l'éducation. Il reçoit des prix internationaux dès 1967.

## Carrière
Müller-Medek est né à Iéna, le fils du compositeur et musicien Willy Müller-Medek (1897–1965) et son épouse Rosa (1902–1976). Il reçoit une formation musicale à l'école de musique d'Iéna et pratique violon, piano, improvisation et étudie la théorie de la musique. En 1957, il participe au douzième cours d'été de Darmstadt en Allemagne de l'Ouest, où il suit les cours d'Alexandre Jemnitz, Luigi Nono, Hermann Scherchen et Karlheinz Stockhausen.
De 1959 à 1962, il étudie le piano avec Kurt Johnen (de) à Quedlinbourg. Il obtient son Abitur (Baccalauréat) en 1959 et ensuite étudie la musicologie à l'Université Humboldt de Berlin, avec Walther Vetter, Ernst Hermann Meyer et Georg Knepler. Il prend également des cours de psychologie avec Kurt Gottschaldt (de), en histoire de l'art avec Karl-Heinz Clasen, en théologie, Lieselotte Richter et d'architecture des jardins avec Willy Kurth. Parallèlement, il étudie la composition avec Rudolf Wagner-Régeny à la Deutsche Hochschule für Musik de Berlin-Est.
À partir de 1962, en raison de la suppression de sa bourse après la construction du mur, Medek travaille en tant que répétiteur pour le Berliner Arbeiterjugend (orchestre des ouvriers de Berlin) et en tant que compositeur pour la radio et écrit des musiques de scène. En 1964, il rédige sa thèse de musicologie : Die Vertonungen von Goethes Prometheus-Gedicht et rentre à l'Académie allemande des arts de Berlin. En 1968, son œuvre est d'abord limitée, en raison de la nature de ses compositions : Das Dekret über den Frieden d'après le Décret sur la paix de Lénine et « Battaglia alla turca » (plus tard, le n° 1 de Lesarten an zwei Klavieren). Le texte de Lénine, légèrement élagué, est destiné à un récitant et percussion. Le premier est placé au milieu du public, tandis que les percussionnistes sont positionnés à l'arrière de l'auditoire aux quatre coins, jouant avec une intensité croissante qui, à la fin, noie la voix. En 1977, Medek critique l'école de Darmstadt et son influence en RDA. Lorsque Wolf Biermann doit quitter le pays le 15 juillet 1977, Medek proteste d'abord, puis lui aussi s'installe à l'Ouest,. À partir de 1982, il dirige la maison d'édition musicale Musikverlag Edition Tilo Medek. En 1984, il compose, un opéra, Katharina Blum, sur un livret de son épouse Dorothea Medek, basé sur l'ouvrage d'Heinrich Böll, Die verlorene Ehre der Katharina Blum (L'Honneur perdu de Katharina Blum). Révisé en 1986, il est créé au Théâtre de Bielefeld, le 20 avril 1991. Medek est mort à Duderstadt en 2006.

## Œuvre
Parmi les œuvres de Medek, figure de la musique de chambre, des pièces pour piano et une série de mises en musique de poésies de Bertolt Brecht, interprétées par des chanteurs tels que Sonja Kehler. Il compose de nombreuses œuvres pour chœur et orchestre et reçoit une reconnaissance internationale pour Die Todesfuge (1967) d'après le poème de Paul Celan, « Todesfuge ». Medek compose deux pièces radiophoniques diffusées par la Radio DDR 1 et des œuvres pour la scène, telles que l'opéra Katharina Blum. Il compose trois symphonies : Die Eisenblätter, Die Rheinische, Die Sorbische, et plusieurs concertos pour instrument soliste et orchestre, ainsi que de nombreuses œuvres pour orgue. Il reçoit des prix pour son Die betrunkene Sonne (« Le soleil ivre ») pour récitant et orchestre, un mélodrame pour enfants sur un texte de Sarah Kirsch et une Messe des enfants, écrite à la mémoire des enfants assassinés par les nazis.

## Récompenses
- 1967 : Internationaler Kompositionswettbewerb der Stiftung Gaudeamus, Niederlande (pour Todesfuge)
- 1968 : Université d'État de New York ( Das Dekret über den Frieden)
- 1969 : Opernwettbewerb DDR (pour l'opéra Einzug)
- 1970 : Friedrich Kuhlau-Wettbewerb der Stadt Uelzen (pour Kühl, nicht lau, n° 2 extrait des  Lesarten an zwei Klavieren)
- 1975 : 22e Tribune internationale des compositeurs de l'UNESCO à Paris (pour la Messe des enfants)
- 1975 : Prix Folklorique de la radio de Bratislava (pour Der schwere Traum)
- 1977 : Prix Danube (de) à Bratislava pour l'enregistrement de la Kindermesse par la KRO-Niederlande
- 1982 : Ernst Reuter, avec Dorothea Medek pour leur interprétation de Westöstliche Wechsel, ausgestellt in der Ankunftszeit

## Discographie (sélection)
- Die betrunkene Sonne. Un mélodrame pour enfants, récitant et orchestre.
  - 1971, Nova 8 85 019 (extraits)
  - 1981, LP Deutsche Grammophon DG-Junior 2546054
  - 26 et 27 juin 1996 Schwerte SonArte, 2987610002
- Musik für Kinder, 3 CD Deutsche Grammophon, 459 606) 1998
- El sol borracho, AgrupArte (Espagne)  (ISBN 84-95423-04-9) (avec livret illustré) 2000
- Musik in Deutschland 1950-2000 (coffret 3 : Angewandte Musik, disque 9) Deutscher Musikrat RCA RedSeal, 74321 73527 2 2001
- Tilo Medek, Œuvres pour orgue : Wandlungs-Passacaglia, (2001) ; B-A-C-H, Vier Töne für Orgel (1973) ; Verschüttete Bauernflöte (1969), Quatemberfeste (1989) ; Gebrochene Flügel (1975) ; Rückläufige Passacaglia (1979). Cybele Records SACD 060.801 (2008)
- Triops-Botschaft – Das Gitarrenwerk von Tilo Medek : Rosenlied – Pergola – Rautenkranz (1967/69), Albumblatt mit Randbemerkungen (1967/68), Venezianisches Naxos (1981) ; Erdrauch (1979), Triops - Botschaft (1985). Ricophon LP 01030 ETM
- Tilo Medek, Concerto pour violoncelle n° 1 (1978/82), Eine Stèle für Bernd Alois Zimmermann (1976), Schattenspiele(1973). CPO 777 520-2, 2010
- Kindermesse : Zum Gedenken der im Dritten Reich ermordeten Kinder (1974) pour chœur d'enfants
  - Version TV : 4 mai 1979, Niederländisches Fernsehen, II. Programm, KRO Hilversum
  - LP : Kindermesse und Struwwelpeter - Mannheimer Kinderchor, Édition Tilo Medek, 01012 1986
- Musik in Deutschland 1950-2000 (Encadré 16: Musik für Chöre, le Disque 1) Deutscher Musikrat RCA RedSeal, 74321 73660 2, 1998
- So ein Struwwelpeter / Musikalischer Bilderbogen für Sopransolo, Kinderchor und Solostimmen, Flöte, Fagott, Marimbaphon und andere Schlaginstrumente (1975), texte : Hansgeorg Stengel (de)
- Landesmusikakademie NRW, Chœur d'enfants de Gütersloh ; Gabriele Henn, flûte ; Johannes Overbeck, basson ; dir. Matthias Suter, Marimbaphon. Ernst Leopold Schmidt,  audite!nova, LC 18939, 2010 (OCLC 865092437)

## Musique pour la radio
- 1969 : Bertolt Brecht Der Ozeanflug (pièce radiophonique), également à la direction, avec Kurt Veht, Radio DDR 1
- 1972 : Agnieszka Osiecka: Appetit auf Frühkirschen (pièce radiophonique) – direction, Albrecht Surkau, la Radio DDR 1)
- 1973 : Jiri Kafka: Vom Wasser, das zu singen aufhörte (émission radio pour les enfants) – direction, Albrecht Surkau, Berliner Rundfunk